# Peštani
Peštani (Macedonisch: Пештани) is een dorp in de Noord-Macedonië. Van oudsher is Peštani, gelegen  twaalf kilometer ten zuiden van Ohrid, een vissersdorp, maar tegenwoordig is het vooral een toeristische plaats. Het dorp is gelegen aan de voet van het Nationaal park Galičica en heeft een kleine tweeduizend inwoners.
Vanuit Peštani - waar het meer van Ohrid het breedst is - heeft men uitzicht over vrijwel het hele meer. Het dorp kenmerkt zich doordat het erg smal en lang is.

## Afbeeldingen

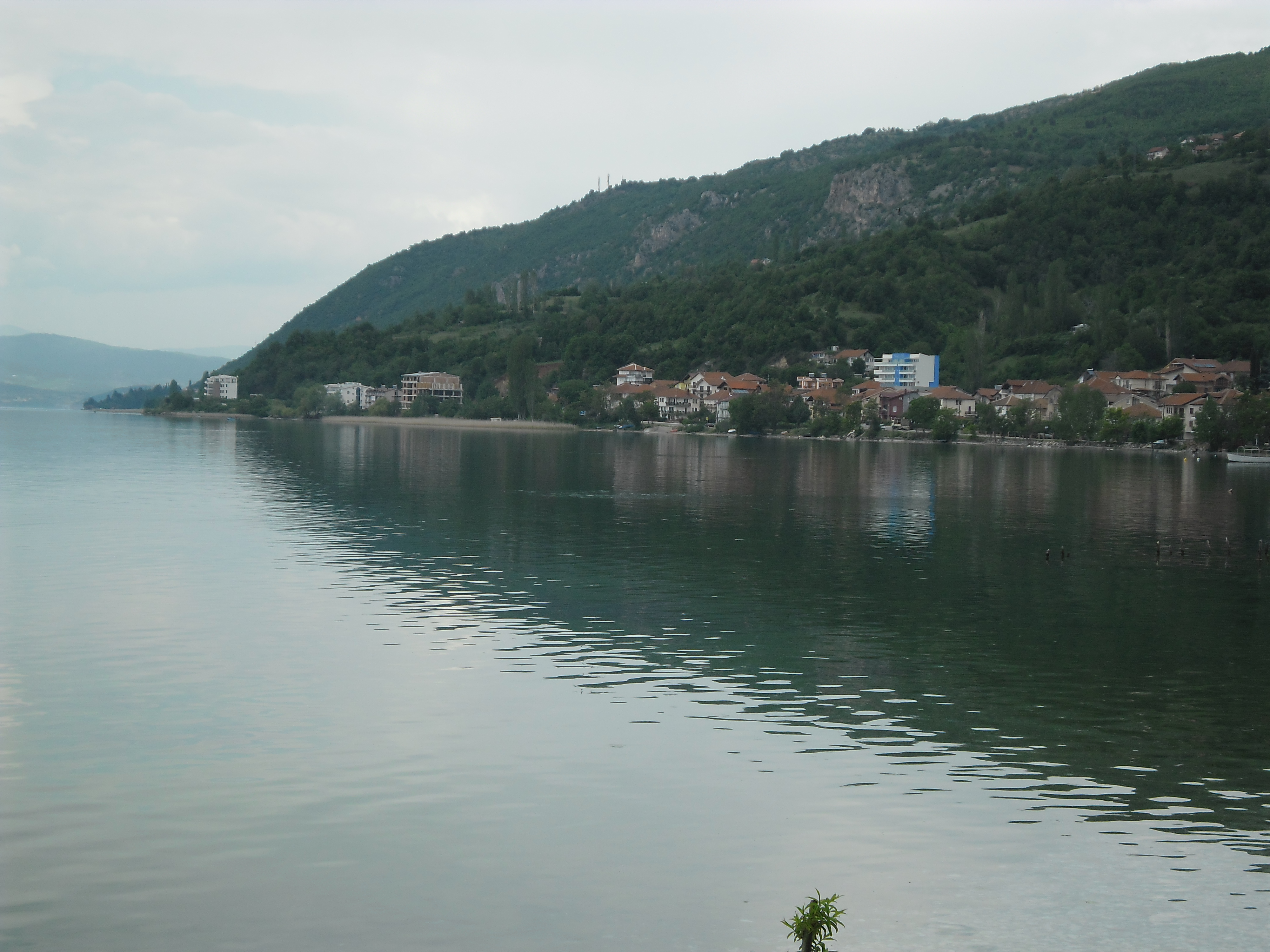
Noordelijk Peštani gezien vanuit het zuidelijke deel
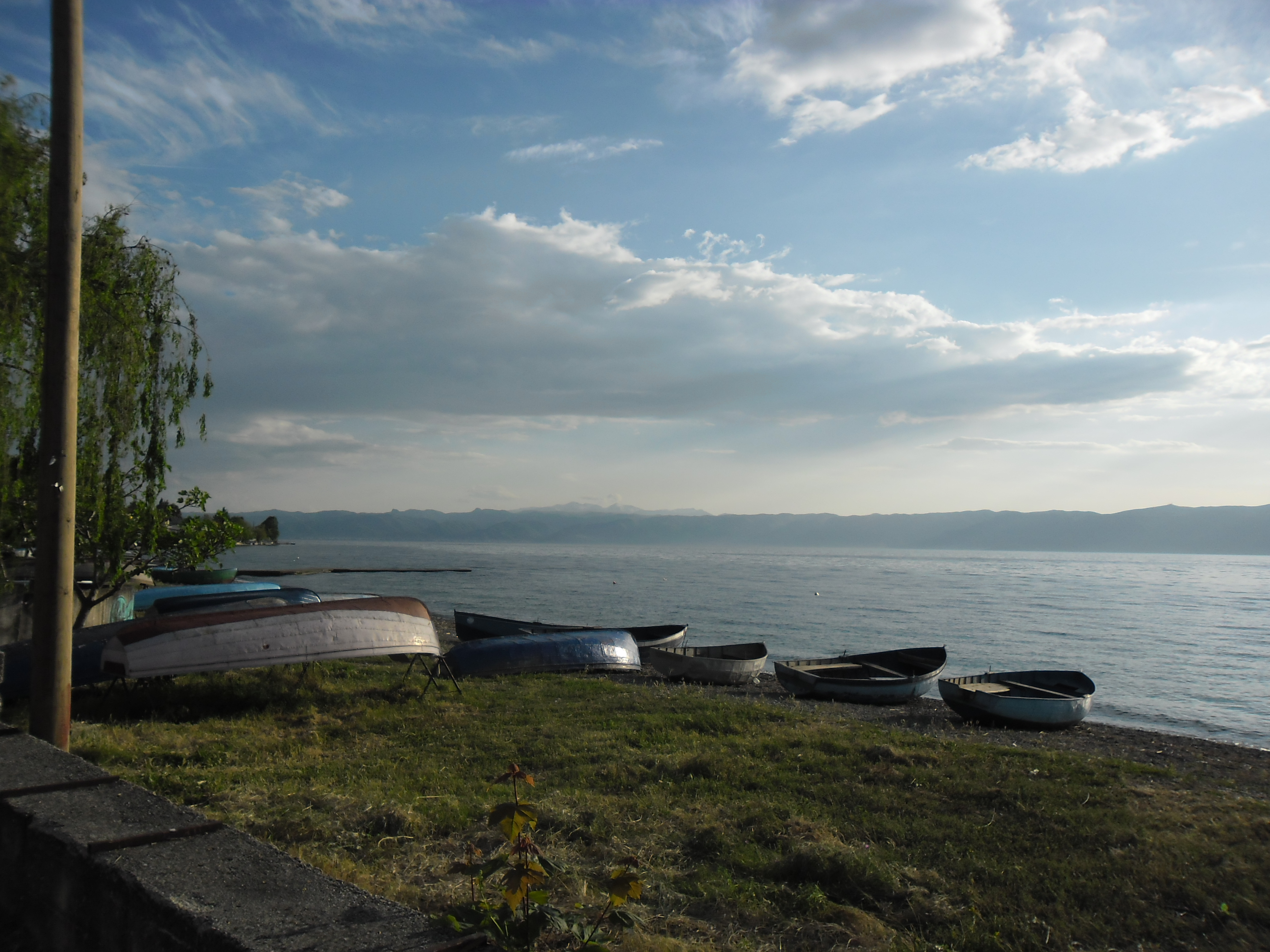
Kenmerkende bootjes aan het water in Peštani
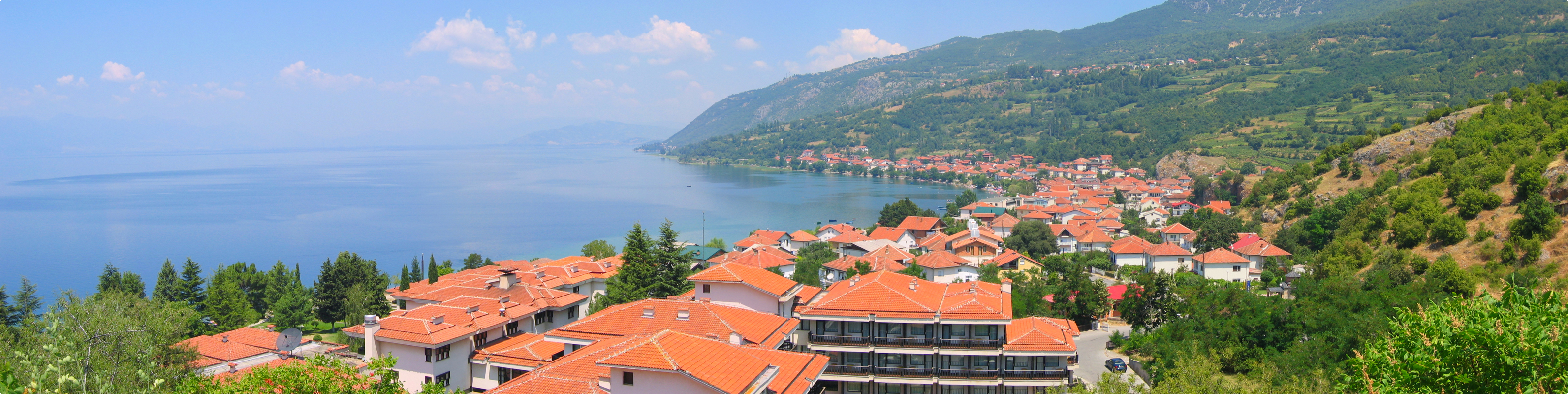